# Hospital de Niños de Kanti
El Hospital de Niños de Kanti es un hospital pediátrico en Maharajgunj, Katmandú, Nepal. El hospital es administrado y regulado por la Junta de Desarrollo del Hospital de Niños Kanti, organismo autónomo dependiente del Ministerio de Salud, Gobierno de Nepal.
El hospital trata a los niños de todo el país y de otros hospitales. Tiene una capacidad de 350 camas. Hay 36 pediatras, 8 cirujanos pediátricos, 45 funcionarios médicos, 84 enfermeras generales, 25 técnicos y 107 paramédicos y personal de apoyo. El hospital también dirige una postgrado con la acreditación de la Academia Nacional de Medicina y Ciencias de la Educación (NAMS), Nepal.
El hospital fue llamado así en honor a la Reina Kanti Rajya Lakshmi Devi, primera esposa del rey Tribhuvan de Nepal.